# Franz von Debschitz

Franz von Debschitz, um 1950

Franz Wilhelm Maximilien von Debschitz (* 13. April 1877 in Brodelwitz, Kreis Steinau, Schlesien; † 5. April 1963 in Kronshagen) war Oberst und Rechtsritter des Johanniterordens.

## Familie

Von Debschitz Familienwappen

Debschitz entstammte dem alten Oberlausitzer Adelsgeschlecht von Debschitz und war das zweite Kind des königlich-preußischen Rittmeisters Paul von Debschitz (1840–1903) und dessen Ehefrau Franziska Gräfin Finck von Finckenstein (1844–1918), einzige Tochter des Grafen Wilhelm Graf Finck von Finckenstein und desser zweiter Ehefrau Luise von Greiffenberg. Debschitzs Großvater Wilhelm Graf Finck von Finckenstein stammte aus der brandenburgische Linie seiner Familie, mit den bekannten Gütern in Alt Madlitz und Reitwein, war aber selbst nicht an den dortigen Familienfideikommissen berechtigt.
Er heiratete am 23. September 1916 in Breslau Hildegard Neumann (1888–1943). Das Paar hatte folgende Kinder:
- Marianne (Anka) (* 4. September 1917; † 23. November 2004)
- Barbara (* 22. August 1919; † 3. März 2010) ⚭ 1943 Enno Spielhagen (1918–1974)
- Attila (* 9. November 1920; † 15. Februar 2019)[3]
- Edeltrud (Edel) (* 12. Oktober 1923; † 30. November 2016)
- Hans-Henning (* 23. Juli 1935; † 20. Mai 1995)

## Leben
Franz von Debschitz wurde im preußischen Kadettenkorps erzogen. Von 1906 bis 1909 besuchte er die Kriegsakademie in Berlin.
Er nahm als aktiver Offizier zunächst am Ersten Weltkrieg teil, u. a. an der Schlacht an der Somme und der Lorettoschlacht. 1917 wurde er Ehrenritter des Johanniterordens. Er wurde am 20. September 1918 zum Major befördert, diente bis Ende des Krieges als Bataillonskommandeur und schied am 30. April 1920 aus den aktiven Dienst aus. Er erhielt eine Reihe von Auszeichnungen. Unter anderen wurden ihm das Eiserne Kreuz (EK) 2. Klasse (15. September 1914) und 1. Klasse (30. November 1914) verliehen. Nach der Ehren-Rangliste des ehemaligen Deutschen Heeres von 1926 war Franz von Debschitz dem Infanterie-Regiment von Winterfeldt (2. Oberschlesisches) Nr. 23 zugeordnet und diente dort schon als Hauptmann.
Ab 1931 wurde er zum Stiftungsvorstand der „Friedrich Wilhelm von Debschitzschen Familienstiftung“ ernannt. Die Aufgabe nahm er bis zur Auflösung der Stiftung 1943 wahr. Bereits am 25. Juni 1935 wurde er von Oskar Prinz von Preußen zum Rechtsritter des Johanniterorden ernannt und trat einst der Kongregation zeitgleich mit Friedrich-Wilhelm von Chappuis und Freiherr Alexander von Humboldt-Dachroeden, alle Mitglieder der Johanniter-Provinzial-Genossenschaft Schlesien, bei. Franz von Debschitz war mit seiner Ehefrau Mitglied der Landesabteilung Schlesien der Deutschen Adelsgenossenschaft.
Ab 1939 diente er zunächst als Major in der deutschen Wehrmacht und wurde Kommandeur des Festungspionierparks in Ohlau (heute Olawa) Schlesien. 1941 wurde er zum Oberstleutnant und 1945 zum Oberst befördert.
Ab 1961 lebte Franz von Debschitz bei seinem Sohn Attila in Kiel-Kronshagen, wo er 1963 im Alter von fast 86 Jahren starb.